# Kirjakjärv
Kirjakjärv (est. Kirjakjärv) – jezioro w gminie Illuka, w prowincji Virumaa Wschodnia, w Estonii. Położone jest na terenie obszaru chronionego krajobrazu Kurtna (est. Kurtna maastikukaitseala). Ma powierzchnię 13,8 hektara, linię brzegową o długości 1815 m, długość 720 m i szerokość 320 m. Jest otoczone podmokłym lasem. Przepływa przez nie rzeka Mustajõgi. Jest jednym z 42 jezior wchodzących w skład pojezierza Kurtna (est. Kurtna järvestik). Sąsiaduje z jeziorami Peen-Kirjakjärv, Kurtna Suurjärv, Jaala järv, Valgejärv, Must-Jaala, Sisalikujärv.